# Robert Stinnett
Robert B. Stinnett (31. března 1924 Alameda, Kalifornie – 6. listopadu 2018) byl americký námořník, fotograf a spisovatel. Získal deset válečných hvězd a vyznamenání Presidential Unit Citation. Je autorem knihy Day of Deceit, která popisuje údajnou předběžnou informovanost americké vlády o japonském útoku na Pearl Harbor, který zapojil Spojené státy do druhé světové války.

## Život
Stinnett se zúčastnil druhé světové války od roku 1942 do roku 1946 jako námořní fotograf v Pacific Ocean theater of World War II, když sloužil ve stejné letecké fotografické skupině jako George H. W. Bush. Po válce působil jako novinář a fotograf pro noviny Oakland Tribune. V roce 1986 odešel z n, aby se mohl věnovat výzkumu a psaní.
Stinnett byl výzkumníkem nezávislého institutu v Oaklandu v Kalifornii. Zemřel 6. listopadu 2018 ve věku 94 let.

## Day of Deceit
V roce 1982 si Stinnett přečetl dílo At Dawn We Slept, The Untold Story Of Pearl Harbor (Při úsvitu jsme spali, nevyslovený příběh Pearl Harbour) veterána 2. světové války a profesora historie Gordona Pranga. Stinnett odcestoval do přístavu Pearl Harbor, aby tam pátral po skutečnostech a napsal o nich zprávu. Jeho výzkum pokračoval 17 let a vyvrcholil v knize Day of Deceit (Zákeřný den), který napadá ortodoxní historiografii útoku na Pearl Harbor. Stinnett prohlašoval, že získal informace, které ukazují, že útočná flotila byla detekována zpravodajskými jednotkami, ale informace byly vědomě odmítnuty velitelem základny admirálem Kimmelem .
Poprvé vyšla knížka v prosinci 1999, a následně byla nuancována recenzí v deníku New York Times a je na ni často odkazováno zastánci teorií Pearl Harbor advance-knowledge debate. Historici se specializací na dané období však tyto teze obecně odmítají, poukazují na několik klíčových chyb a spoléhání se na pochybné zdroje.

## FotografieThe Play
V roce 1982 Stinnett pracoval jako sportovní fotograf pro Oakland Tribune. Díky dobrému místu na fotografování se mu podařilo pořídit slavný snímek z fotbalového utkání mezi Calem a Stanfortem. Čtyři sekundy před koncem zápasu nastal moment, ve kterém Moen vybojoval Stanfordův výkop a skóroval. Stinnett pak z jižního konce stadionu California Memorial Stadium v Berkeley pořídil fotografii, na níž je Moen na zenitu svého skoku, vítězoslavně vykukuje a míč drží vysoko nad helmou a chystá se přistát na stanfordském trombonistovi Gary Tyrellovi.